# The San Francisco Bay Guardian
The San Francisco Bay Guardian war eine wöchentlich erscheinende Zeitschrift in der San Francisco Bay Area (Kalifornien), die sich vorwiegend mit links-progressiven Themen beschäftigte. 1966 gegründet stand sie bis zuletzt in innerstädtischer Konkurrenz zu dem Mitte der 1980er Jahre gegründeten Stadtmagazin SF Weekly.

Gründer und langjähriger Herausgeber sowie Chefredakteur des San Francisco Bay Guardian ist bzw. war Bruce B. Brugmann.
Am 14. Oktober 2014 wurde im Zuge der Übernahme durch die San Francisco Media Company (dem heutigen Eigentümer von SF Weekly) die letzte Ausgabe des Guardian publiziert und danach der Zeitungsbetrieb eingestellt.